# Deuxième congrès du Parti du travail de Corée du Nord
Le 2e Congrès du Parti du travail de Corée du Nord (PTCN) s'est tenu à Pyongyang, en Corée du Nord, du 27 au 30 mars 1948. Le congrès est l'organe suprême du parti, et il est prévu qu'il se tienne tous les quatre ans. 999 délégués représentaient les 750 000 membres du parti. Le 2e Comité central, élu par le congrès, a réélu Kim Tu-bong comme président du PTC, et Kim Il-sung et Chu Yong-ha comme vice-présidents. Staline en a été le président honoraire comme lors du 1er congrès.